# Ertrinken

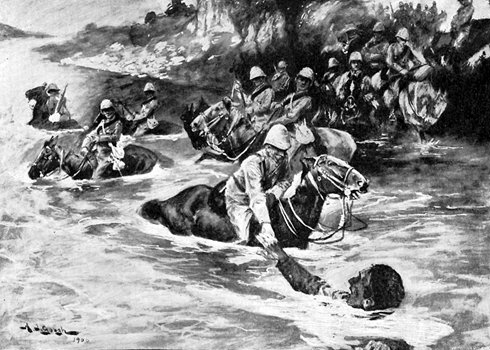
Das britische Kavallerieregiment 13th Hussars in Pretoria bei der Rettung eines ertrinkenden Kameraden im Zweiten Burenkrieg (1902)

Ertrinken oder Ertrinkungstod ist eine spezielle Form der Asphyxie, eine Unterform des äußeren Erstickens.
Statistiken und Studien zeigen, dass ein großer Teil von Ertrinkungsunfällen dicht am Ufer und an Booten passiert. Häufig wurden die Betroffenen im Nachhinein als gute Schwimmer beurteilt. Bei Kindern zählt Ertrinken zu den häufigsten Unfällen mit Todesfolgen.
Forschungsergebnisse seit Beginn der 1980er Jahre erklären die ursächlichen Zusammenhänge und unterteilen den Ablauf des Ertrinkens durch plötzliches Eintauchen in Wasser in vier Phasen. Der Kälteschock als bestimmender Einflussfaktor bei Wassersportunfällen wird durch die Benetzung der Haut mit Wasser ausgelöst.
Die physiologische Antwort auf den Kontakt mit kaltem Wasser tritt bereits ab 20 °C Wassertemperatur auf, bedrohlicher ist der Bereich unter 15 °C Wassertemperatur. Je niedriger die Wassertemperatur, desto stärker ist die Reaktion der beteiligten Organsysteme.
Das Einatmen von Flüssigkeiten führt zu einem augenblicklichen Verschluss des Kehldeckels. Dieser Schutzmechanismus wird durch Rezeptoren ausgelöst, die sich im Bereich des Kehlkopfeingangs befinden. Gleichzeitig wird versucht, die Fremdkörper, die Flüssigkeit etc. aus diesem Bereich durch Abhusten zu entfernen.
Der Ertrinkungstod ist vom Badetod zu unterscheiden.

## Pathophysiologie

### Kälteschock
| Wassertemperatur | Zeit bis zur Erschöpfung bzw. Bewusstlosigkeit | Theoretisch mögliche Überlebenszeit |
| ---------------- | ---------------------------------------------- | ----------------------------------- |
| 0,3 °C           | < 15 min                                       | bis 45 min                          |
| 4,5 °C           | 30 min                                         | bis 90 min                          |
| 10 °C            | 1 h                                            | 3 h                                 |
| 15 °C            | 2 h                                            | 6 h                                 |
| 21 °C            | 7 h                                            | 40 h                                |
| 26 °C            | 12 h                                           | > 40 h                              |

Nach dem unfreiwilligen Eintauchen in kaltes Wasser kommt es innerhalb der ersten Minuten zu parallelen Reaktionen mehrerer Körpersysteme. Die Atmung, der Kreislauf, die Muskulatur und das Nervensystem sind dabei beteiligt. Je größer die benetzte Hautfläche und je größer die Temperaturdifferenz, desto deutlicher erfolgt die physiologische Antwort auf diesen Umgebungsreiz. Über die Information durch die Thermorezeptoren der Haut wird reflektorisch eine intensive Einatmung (Inspiration) ausgelöst. Weitere Folgen sind ein starker Anstieg der Herzfrequenz (Tachykardie) und des Atemantriebs (Tachypnoe). Zuerst gibt es unfreiwillige Atemzüge, denen eine Hyperventilation (schnelles und ungeordnetes Atmen) folgt. Das Atemzugvolumen ist dabei wesentlich gesteigert und bei einer Wassertemperatur unter 15 °C verringert sich das Vermögen, die Luft anzuhalten, auf zehn Sekunden. Die Synchronisation von Einatmung und Schwimmbewegungen ist stark eingeschränkt.
Neben dieser Atemreaktion tritt Panik auf, die Lage im Wasser kann nicht mehr kontrolliert werden. Mund- und Nasenraum können nicht gezielt über dem Wasser gehalten werden. Wasser gelangt in die Atemwege und führt zu einem Verschluss der Stimmritze. In der gleichen Phase tritt ein dramatischer Anstieg der Herzfrequenz und des Blutdruckes auf: Insbesondere bei vorbelasteten Menschen mit der Gefahr eines Herzinfarktes oder Schlaganfalles (Apoplex). Die veränderte Umgebungstemperatur bewirkt des Weiteren ein sofortiges Zusammenziehen der Hautgefäße (Vasokonstriktion), Herzrhythmusveränderungen (Extrasystolen) und eine Steigerung des Blutdrucks (Hypertonie). Die Herzarbeit steigt, die Herzdurchblutung sinkt, die Sauerstoffversorgung des Herzmuskelgewebes nimmt ab.
In Großbritannien, wo das Meerwasser oft sehr kalt ist, ertranken 55 % aller Opfer in einer Entfernung von nicht mehr als drei Meter vom Ufer oder von einem Boot, obwohl ein Drittel von ihnen als gute Schwimmer galten.
Zeitliche Abfolge der Phasen nach dem Eintauchen in Wasser (Ausprägung jeweils abhängig von der Wassertemperatur):
- Phase 1: Kälteschock (ca. 1–3 Minuten)
- Phase 2: Schwimmversagen (ca. 3–30 Minuten)
- Phase 3: Unterkühlung (ca. 30–60 Minuten)
- Phase 4: Kreislaufreaktion durch die Rettung (während der Rettung oder Stunden nach der Rettung)

### Hypothermie
Auf hoher See, in kalten Binnengewässern und bei Einbruch im Eis sterben die Ertrinkenden auch direkt durch Unterkühlung. Bei tiefen Temperaturen schon nach wenigen Minuten, manchmal aber auch erst bei falscher Bergung (Bergungstod). Siehe Tabelle unter Kälteschock.
In Wasser unter 28 °C kann die Körpertemperatur nicht dauerhaft aufrechterhalten werden. Die Körperkerntemperatur fällt durch die Abgabe von Wärmeenergie an das umgebende Wasser ab. Die Geschwindigkeit dieses Abfalls ist abhängig von den Faktoren Wassertemperatur, Körpermasse, Körperfett, isolierender Bekleidung, der Wasserbewegung sowie dem Ernährungszustand vor dem Ereignis. Körperliche und mentale Fähigkeiten nehmen ab. Eine Unterkühlung tritt ein, wenn die Körperkerntemperatur unter 37 ˚C fällt. Je nach zeitlichem Verlauf werden die Übergänge über die Bewusstlosigkeit (Gefahr der Aspiration) bis zum Herzstillstand fließend sein.
Für einen begrenzten Zeitraum kann Unterkühlung jedoch sogar von Vorteil sein. Der Sauerstoffbedarf von Gehirn und Organen sinkt mit jedem Grad, um das die Körpertemperatur fällt, um ganze sechs Prozent. Die Absenkung der Körpertemperatur senkt den Sauerstoffbedarf der Zellen, die so vor Schädigung durch Sauerstoffmangel geschützt werden. Diese Hypothermie macht man sich in der Medizin zu Nutze, um mit dem Verfahren der tiefen Hypothermie einen vorübergehenden Kreislaufstillstand herbeizuführen und so das Gehirn zu schützen, z. B. bei herzchirurgischen Operationen.

### Schwimmversagen
Neben dem Einfluss auf die Thermoregulation beeinträchtigt die Wassertemperatur die Leistungsfähigkeit der Muskelzellen. Gleichzeitig verringert sich die Geschwindigkeit der Reizleitung über die Nervenbahnen. Die Muskelkontraktion, die Greifkraft und die Handkoordination nehmen rapide ab und machen es schwierig bis unmöglich, z. B. eine Schwimmhilfe anzulegen oder sich aus dem Wasser zu ziehen. Die Schwimmfähigkeit des Betroffenen ist eingeschränkt, da die Synchronisierung von Atmung und Schwimmstößen schwieriger wird. Der Schwimmer kommt in eine aufrechtere Position, um den Mund über Wasser zu halten, was zu ineffizienten Schwimmstößen führt.
Die beiden vorgenannten Phasen erklären den zeitlichen Ablauf bei vielen Ertrinkungsunfällen, ohne dass dabei die Körperkerntemperatur beeinflusst wird.
Die nächste Phase der Unterkühlung schließt sich an, sollte der Betroffene z. B. durch eine Schwimmhilfe (Schwimmweste/Rettungsweste, andere Auftriebshilfe) an der Wasseroberfläche gehalten werden.

### Aspiration
Pathophysiologisch unterschieden wird das Ertrinken in Süßwasser von dem in Salzwasser, was verschiedene Folgen für den Körper hat. Während diesen Mechanismen früher viel Beachtung geschenkt wurde, herrscht heute die Ansicht, dass die resorbierten Wassermengen und die daraus resultierenden Elektrolytstörungen meist nicht relevant sind, und sieht als wichtigstes pathophysiologisches Prinzip des Ertrinkens die Hypoxie infolge des fehlenden Sauerstoffs sowie der lokalen Störungen der Lunge (Atelektasenbildung, Auswaschen von Surfactant) an.
Beim Ertrinken im Meer gelangt Salzwasser in die Lunge. Die Konzentration der Ionen in der Lunge ist höher als im anliegenden Gewebe, sodass ein Konzentrationsausgleich stattfindet. Da Biomembranen semipermeabel (für Ionen undurchlässig, für Wassermoleküle durchlässig) sind, muss der Konzentrationsausgleich mit Hilfe der Diffusion von Wassermolekülen erfolgen. Die Konzentration der Wassermoleküle in der Lunge ist geringer als im anliegenden Gewebe, sodass dem Gewebe Wassermoleküle entzogen werden und die Lunge weiter mit Wasser befüllt wird. Dieser Vorgang ist ähnlich der Plasmolyse (Wasser strömt aus den Zellen aus) bei Pflanzenzellen.
Auch beim Ertrinken im Süßwasser gelangt Wasser in die Lunge. Die Konzentration der Wassermoleküle in der Lunge ist nun höher als die in den Zellen des anliegenden Gewebes. Um diesen Konzentrationsunterschied auszugleichen, diffundieren Wassermoleküle aus dem Lungengewebe in die Erythrozyten, welche letztlich platzen. Dieser Vorgang ist ähnlich der Deplasmolyse (Wasser strömt in die Zellen ein) bei Pflanzenzellen.
Falls es nach dem Eindringen von Flüssigkeit (Wasser) in die Atemwege zu einem dauernden Stimmritzenkrampf kommt, kann dieser fortbestehen und zum Tode der Person führen. Dies wird als Trockenes Ertrinken bezeichnet, weil beim Opfer kein Wasser in die Lunge eindringt. Besonders bei Kleinkindern (Pfütze, flacher Gartenteich) ist dies gefürchtet.

## Zeichen des Ertrinkens
Viele Menschen, die zu ertrinken drohen, sind nicht in der Lage, aktiv auf ihre Notlage aufmerksam zu machen. Dies hängt unter anderem mit der jeweiligen Art des Ertrinkens zusammen.

### Typisches Ertrinken
Ist der Mensch bei Bewusstsein und grundsätzlich in der Lage zu schwimmen, so ist das typische Ertrinken aus Erschöpfung als Kampf gegen das Untergehen mit mehrmaligem Auftauchen in Kombination mit nach Luft schnappen deutlich beobachtbar. Das Einatmen von Luft (Inspiration) wechselt sich dabei mit dem Einatmen von Wasser (Aspiration) ab.
Gelangt Wasser in die Atemwege, so löst der Körper einen Schutzreflex, den Stimmritzenkrampf aus, der verhindern soll, dass Wasser in die Lunge gerät. Dieser Krampf macht es Ertrinkenden unmöglich, durch lautes Rufen auf sich aufmerksam zu machen. Außerdem trägt er dazu bei, dass der Mensch das Bewusstsein verliert, da es dem Körper in Folge dieses Reflexes an Sauerstoff fehlt.
Wenn sowohl Wasser als auch Luft in die Lungen gerät, vermischt sich dies in den Atemwegen zu Schleim, der sich als Schaumpilz vor Mund und Nase sowie in den Atemwegen zeigt.
Nach drei bis fünf Minuten der Unterversorgung mit Sauerstoff beginnen Gehirnzellen abzusterben und es kommt zu Organschäden an der Lunge. Für das Überleben (sowie mögliche Folgeschäden) ist nicht, wie man früher annahm, die Wassermenge, die in die Lunge gelangt, ausschlaggebend, sondern die Dauer des Sauerstoffmangels. Eingeatmetes Wasser kann allerdings auch bei Geretteten noch zu Komplikationen wie einer Lungenentzündung führen, die ebenfalls lebensgefährlich sein kann.
Anzeichen für die bestehende Notlage Ertrinkender:
- panische Angst, Erregung
- Person kommt nicht von der Stelle
- Arme werden seitlich ausgestreckt
- Beine werden nicht benutzt
- schwere, unregelmäßige und beschleunigte Atmung
- Kopf einschließlich Mund und Nase geraten wiederholt unter Wasser
- Leerer Blick oder geschlossene Augen, Sichtbehinderung durch z. B. Haare wird nicht mehr wahrgenommen
- Krämpfe, einschließlich Stimmritzenkrampf
- Bewusstlosigkeit/Atemstillstand
- Unterkühlung (erkennbar z. B. durch bläuliche Hautverfärbung der Lippen)

Beim typischen Ertrinken wird mitunter auch nach Ursachen unterschieden. Biografische Ursachen, wie die Herkunft, entscheiden oft darüber, ob jemand Nichtschwimmer ist, was z. B. bei einem hohen Anteil von Bootsflüchtlingen der Fall ist. Verhaltensbedingte Ursachen beinhalten dagegen Alkohol- und Drogenkonsum sowie das falsche Einschätzen der eigenen körperlichen Verfassung und der eigenen Fähigkeiten.
Der Tod im Wasser tritt überdurchschnittlich oft im Zusammenhang mit Alkohol auf. Eine Hamburger Studie, die Ertrunkene nach dem Tod untersuchte, kam zu dem Ergebnis, dass knapp 67 Prozent (286 von 424) alkoholisiert waren. Daten aus anderen Städten bestätigen diesen Zusammenhang.

### Atypisches Ertrinken
Der Badetod im engeren Sinne ist in der Regel ein stiller Tod, bei dem durch den Herz-Kreislaufstillstand die typischen Zeichen des Ertrinkens fehlen. Der Badetod im weiteren Sinne ereignet sich bei vorhandenen Vorerkrankungen zufällig im Wasser, beim Baden oder beim Schwimmen. Der Tod aus innerer Ursache wird außerdem durch Anstrengung und Abkühlung begünstigt.
Beim atypischen Ertrinken geht die Person sofort unter, wenn z. B. ein Mensch unter Wasser gedrückt wird oder nach einem Sturz (z. B. mit hartem Aufprall auf der Wasseroberfläche) bewusstlos ist. Da in derartigen Fällen fast gar keine Luft, sondern nur Wasser eingeatmet wird, lässt ein atypischer Tod durch Ertrinken sich später durch eine Obduktion nachweisen.
Anzeichen für atypisches Ertrinken:
- Bauchlage
- Untertauchen im Wasser (Immersion)
- Bewegungslosigkeit durch Bewusstlosigkeit
- Unterkühlung
- Überlebenskampf bleibt aus[12]

## Verhalten als Opfer

### Überleben in kaltem Wasser
Ausgehend von den Erkenntnissen zum Kälteschock wurde durch Gordon G. Giesbrecht die Merkregel „1-10-1“ formuliert – nach dem unfreiwilligen Eintauchen in kaltes Wasser, selbst in Eiswasser, bestehen höhere Überlebenschancen, wenn folgende Phasen und deren Besonderheiten bekannt sind:
1. Minute
Kälteschock: Einem sofortigen tiefen Einatmen folgt eine Hyperventilation, die das Zehnfache der normalen Atmung betragen kann. Hält man die Atemwege nicht frei, riskiert man das Ertrinken. Dieser Kälteschock geht etwa in einer Minute vorüber. In dieser Zeit sollte man sich darauf konzentrieren, Panik zu vermeiden und die Atmung unter Kontrolle zu bekommen. Das Tragen einer Rettungsweste ist in dieser Phase sehr wichtig.
Nächste 10 Minuten
Kältestarre tritt ein: Innerhalb etwa der nächsten 10 Minuten verliert man seine Fähigkeit, Finger, Arme und Beine sinnvoll zu bewegen. Man sollte sich auf die Selbstrettung konzentrieren und wenn das nicht möglich ist, sich so sichern, dass die Atemwege freibleiben. Während dieser kritischen Zeit tritt Schwimmversagen ein und ohne Rettungsweste oder Auftrieb wird man in dieser Zeit wahrscheinlich ertrinken.
1 Stunde
Unterkühlung: Selbst in Eiswasser kann man bis zu einer Stunde bei Bewusstsein bleiben, bevor Bewusstlosigkeit durch Unterkühlung (Hypothermie) eintritt. Versteht man die Mechanismen der Unterkühlung, Techniken, sie zu verzögern und sich eventuell zu retten und nach Hilfe zu rufen, steigen die Chancen zu überleben erheblich. So hilft es, die Extremitäten nah der Körpermitte zu halten, um den Temperaturverlust zu minimieren. Falls möglich sollte die Sogenannte HELP-Position (Heat escape lessening position) eingenommen werden. So sollten Beine Zusammengeführt, Knie an den Oberkörper geführt werden und mit den Armen gesichert werden. Jedes Stück Körper welches nicht dem kalten Wasser ausgesetzt ist, erhöht die Überlebenschancen.

### Überleben in warmem Wasser
Ab einer Wassertemperatur von 20 °C können Menschen unter günstigen Umständen mehrere Tage lang im Wasser überleben, wenn sie eine Schwimmweste tragen und es gelingt, den Kopf über Wasser zu halten.
Die Drownproofing-Methode des amerikanischen Schwimmlehrers Fred Lanoue vermittelt das Atemholen mit dem geringstmöglichen Kraftaufwand, um über längere Zeit im Wasser treibend überleben zu können:
- Man nimmt eine senkrechte Position ein. Der Kopf ist leicht nach vorne geneigt. Der Hinterkopf berührt die Wasseroberfläche.
- Man lässt die Arme mit angewinkelten Ellenbogen allmählich nach oben treiben, bis die Hände sich vor den Schultern befinden.
- Zum Atemholen bewegt man die Hände nach unten und etwas nach hinten, wodurch der Körper nach oben treibt. Stattdessen oder zusätzlich kann auch der Grätsch-Beinschlag wie beim Brustschwimmen ausgeführt werden. Der Kopf soll sich jedoch nur gerade soweit aus dem Wasser heben, dass es möglich ist, Atem zu holen. Dies wird alle zehn bis zwölf Sekunden wiederholt.
- Man nimmt einen tiefen Atemzug und belässt die Luft in der Lunge. Erst wenn man erneut mit dem Kopf aufsteigt, atmet man schnell aus und sofort wieder ein. Pro Liter Luftvolumen in der Lunge gewinnt man ein Kilogramm Auftrieb. Es wird also weniger Kraft benötigt, den Kopf zum Atmen über die Wasseroberfläche zu heben.

Die meisten Menschen sind etwas leichter als Wasser und treiben von selbst an der Wasseroberfläche. Ein gewisser Anteil sinkt jedoch im Wasser ab, wenn keine Schwimmbewegungen ausgeführt werden. Für diese „Sinker“ ist es schwerer, die Drownproofing-Methode zu erlernen.

## Rettung
Falls eine Person zu ertrinken droht, sollte bei Beachtung der eigenen Sicherheit, zunächst versucht werden, diese zu retten. Dazu sollte der Person, sofern möglich, ein schwimmender Gegenstand gereicht bzw. zugeworfen werden, um direkten Kontakt zu vermeiden; sollte die Person nämlich in Panik sein, kann sie den Retter unter Wasser drücken.

## Erste Hilfe und Reanimation

### Sofortmaßnahmen
Wenn der Patient in Sicherheit ist, sollte er bei Bewusstlosigkeit in die stabile Seitenlage gebracht werden. Dabei gilt es, auf Anzeichen einer Atemtätigkeit zu achten. Bei nicht ausreichender Atmung oder bei Kreislaufstillstand muss sofort mit der Herz-Lungen-Wiederbelebung begonnen werden. Maßnahmen zum Entfernen von Wasser aus der Lunge und den Atemwegen sind nicht angezeigt.
Zur Verhinderung einer Unterkühlung ist eine schnelle Bergung lebensrettend. Bei niedriger Wassertemperatur und Verdacht auf eine Unterkühlung hat die Bergung besonders sorgfältig zu erfolgen (Horizontalbergung). Bei Unterkühlung nasse Kleidung entfernen und den Körper durch Körperkontakt langsam erwärmen. Bis zum Eintreffen des Rettungsdienstes sind Kreislauf und Atmung (Vitalparameter) des Patienten permanent zu beobachten. Anschließend Transport in eine Notfallklinik.

### Maßnahmen durch den Rettungsdienst
Ansprechbare Patienten werden mit Sauerstoffinsufflation behandelt. Bei bewusstseinsgestörten Patienten wird die Indikation zur endotrachealen Intubation großzügig gestellt, wobei diese wegen der hohen Aspirationsgefahr bei Ertrinkungsopfern als Rapid Sequence Induction durchgeführt wird, gefolgt von einer PEEP-Beatmung.
Eine notwendige Reanimation wird ohne besondere Zusätze durchgeführt. Unterkühlte Patienten werden dabei ausdauernd reanimiert, da in solchen Fällen zuweilen schon erfolgreiche Wiederbelebungen auch nach längerer Zeit beobachtet wurden. Dies ist auf den bei unterkühlten Patienten extrem verlangsamten Stoffwechsel zurückzuführen. Nach den neusten Richtlinien soll der unterkühlte reanimationspflichtige Patient nur auf 34 °C erwärmt werden, diese Temperatur wird im Krankenhaus weitere 24 Stunden beibehalten, um Hirnschädigungen so gering wie möglich zu halten.

## Prävention

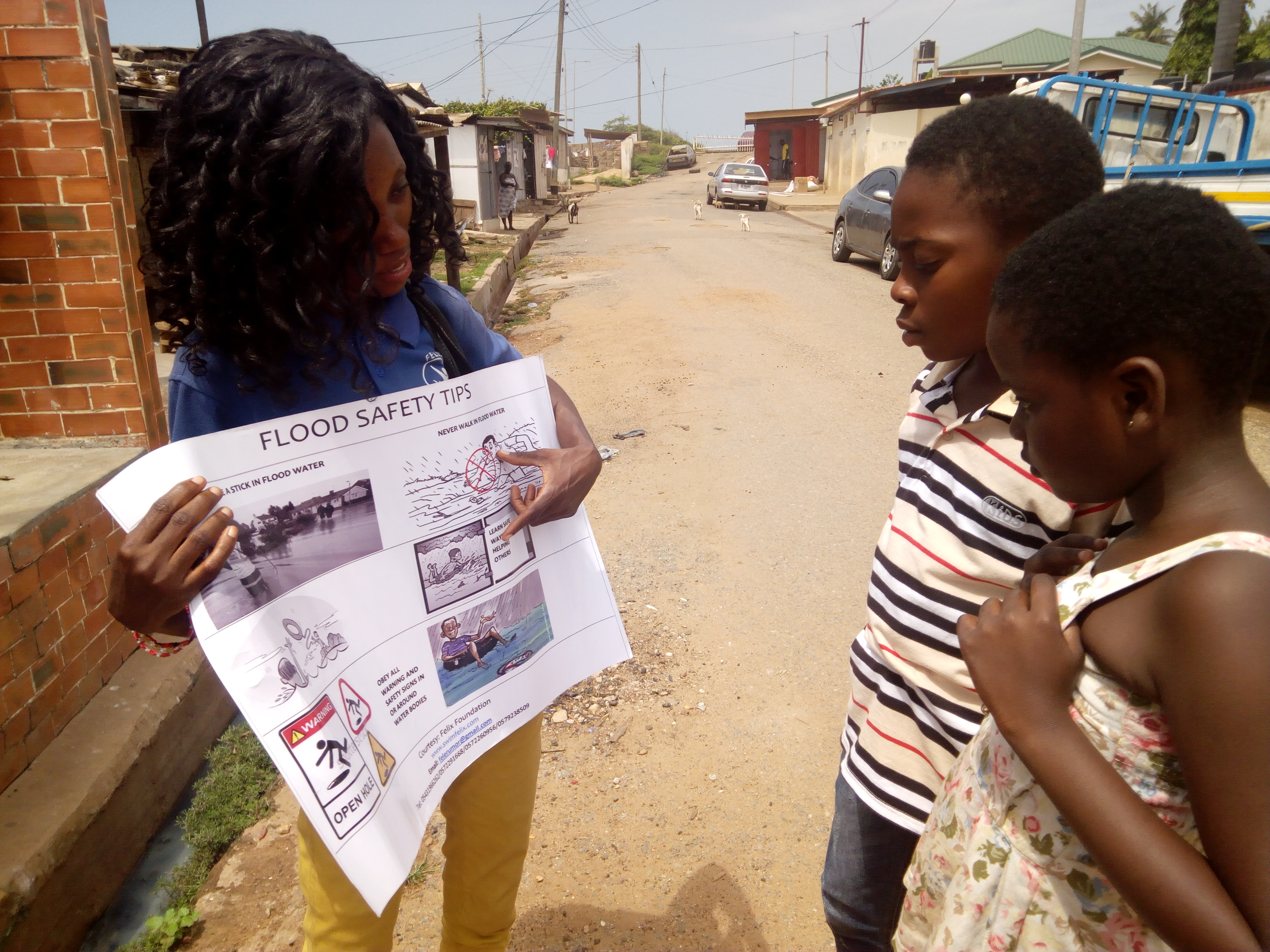
Prävention in Ghana

Obwohl keine wissenschaftlichen Untersuchungen mit hohem Evidenzgrad existieren, gibt es Nachweise, dass Schulungsprogramme, Schwimmunterricht und das Einzäunen von Pools – besonders bei Kindern zwischen zwei und vier Jahren – Ertrinken verhindern können. Es wird geschätzt, dass mit adäquater Beaufsichtigung, Schwimmunterricht und öffentlichen Bildungsmaßnahmen 85 % aller Ertrinkungsfälle verhindert werden können.
Es gibt eine Reihe vorbeugender Maßnahmen und Verhaltensregeln, deren Befolgung die Gefahr des Ertrinkens deutlich einschränkt. Dazu gehören:
- Zaun um Pools und Schwimmteiche
- Kinder nicht alleine schwimmen lassen
- Bei Bootsfahrten etc. passende Rettungswesten tragen
- Nicht über zugefrorene Gewässer laufen
- Nicht alkoholisiert baden oder schwimmen
- Unbekannte Gewässer meiden
- Unbewachte Gewässer meiden[19]
- Warnungen vor Strömungen ernst nehmen: Brandungsrückströme sind am Meer die häufigste Ursache von Badeunfällen
- Keine Kopfsprünge in unbekannte oder niedrige Gewässer
- Bei hoher Lufttemperatur und/oder erhitztem Körper nicht ohne vorherige Abkühlung (bspw. Duschen) ins Wasser
- Eigene Kräfte nicht überschätzen und in Ufernähe bleiben

Schwimmer können auch diese Möglichkeiten nutzen:
- In der Liegeposition „Toter Mann“ kann bei Erschöpfung eine Erholung im Wasser gelingen.
- Droht Erschöpfung, kann außerdem ein weniger anstrengender Schwimmstil gewählt werden. Zum Beispiel Seitenschwimmen, bei welchem die unteren Extremitäten Schwimmbewegungen durchführen, während sich die oberen erholen.
- Durch Dehnübungen im Wasser können Krämpfe gelockert werden[20]

## Situationen mit erhöhtem Risiko für Ertrinken
Für den Tod durch Ertrinken gibt es vielfältige Situationen mit erhöhtem Risiko.

### Schiffsunglück
Wenn Schiffe kentern, ertrinken mitfahrende Personen, insbesondere wenn sie keine Rettungsmittel wie Rettungsboote, -inseln, -floße, -ringe erreichen und keine Schwimmwesten tragen. Schiffbrüchige sind in fließenden Gewässern, aber auch in einer Meeres- oder Gezeitenströmung der Gefahr des Anstoßens an Hindernisse wie Felsen, Brückenpfeiler oder festgemachte Schiffe ausgesetzt, besonders bei letzteren zusätzlich mit der Gefahr, von der Strömung unter einen Schwimmkörper gedrückt zu werden. Sitzt ein Schiff in nicht zu großer Tiefe auf Grund, besteht eine gewisse Chance des Überlebens in einer eingefangenen Luftblase, allerdings bei einem anschließend zu raschen Aufstieg auch die Gefahr der Dekompressionskrankheit. 

### „Mensch über Bord!“
In der Seefahrt fallen Menschen im Sturm oder auch einfach durch Unaufmerksamkeit über Bord. Die Rettung ist meist schwierig und wird deshalb in der Ausbildung intensiv geübt und ist Bestandteil der Prüfung von Schiffsführern und Seeleuten.

### Flugzeugabsturz
Stürzen Flugzeuge ins Meer oder andere Gewässer, folgt zur Verletzungsgefahr durch den Aufprall das Risiko des Ertrinkens.

### Sportunfall
Auch Sportschwimmer können bei Wettbewerben ertrinken. So starb 2010 ein Schwimmer bei einem 10-km-Wettbewerb in 30 °C warmem Wasser, eine insbesondere für Langstrecke belastend hohe Temperatur. Für Wettkämpfe im Becken wird der Bereich 26 °C bis 28 °C empfohlen. Danach wurde unter anderem die Zahl der Begleitboote erhöht. Beim 10-km-Wettbewerb der Schwimm-EM 2014 in Berlin wurde eine Schwimmerin entkräftet und bewusstlos aus dem Wasser gezogen und so gerettet.

### Gewalt
Auch Ertränken kann zum Ertrinken führen. Absichtlich ertränkte Personen werden als Wasserleichen mitunter erst deutlich später entdeckt, als dies bei gewaltsamen Todesfällen an Land der Fall ist.

## Statistik
In Asien ist der Tod durch Ertrinken die häufigste Ursache bei Ein- bis Vierjährigen und eine häufige Todesursache in der Altersgruppe der Fünf- bis 17-Jährigen. In Asien ertrinken etwa 20-mal so viele Menschen wie in hochentwickelten Nationen. So meldet Bangladesch etwa 18.000, Vietnam 13.000 und Thailand 2.600 Todesfälle durch Ertrinken jedes Jahr.

### Deutschland
Bis zum Jahr 2000 waren in Deutschland Statistiken zum Ertrinken nur vom Bundesamt für Statistik verfügbar. Seit dem Jahr 2000 lässt die DLRG eine Ertrinkungsstatistik erheben, auch mit Daten zum Alter der Ertrunkenen, Aufschlüsselung nach Bundesland und Unglücksort (zum Beispiel Fluss, See, Meer) und inzwischen auch nach Geschlecht. In diese Statistiken fallen nicht nur Badeunfälle, sondern beispielsweise auch Eiseinbrüche, Stürze ins Wasser (zum Beispiel in Hafenbecken) und so weiter. Eine Aufschlüsselung nach reinen Badeunfällen erfolgt nicht. Die Statistik nimmt keine Abgleichung mit der Bevölkerungsgröße vor oder der Zahl derer, die sich an bestimmten Orten aufhalten (zum Beispiel wie viele Badetage erfolgen an Flüssen und Seen im Gegensatz zum Meer und so weiter.).
| Jahr | Ertrunkene | Anzahl Meer | Anteil Fluss/Bach/See/Teich | Anteil Männer | Belege und Anmerkungen                                                                               |
| ---- | ---------- | ----------- | --------------------------- | ------------- | --- |
| 1926 | 3552       |             |                             |               | [ 25 ]                                                                                               |
| 1951 | 2105       |             |                             |               | Zahlen für 1951–2005                                                                                 |
| 1961 | 1431       |             |                             |               | |
| 1971 | 1119       |             |                             |               | |
| 1981 | 0658       |             |                             |               | |
| 1982 | 0685       |             |                             |               | |
| 1983 | 0690       |             |                             |               | |
| 1984 | 0511       |             |                             |               | |
| 1985 | 0473       |             |                             |               | |
| 1986 | 0537       |             |                             |               | |
| 1987 | 0446       |             |                             |               | |
| 1988 | 0345       |             |                             |               | |
| 1989 | 0447       |             |                             |               | |
| 1990 | 0495       |             |                             |               | |
| 1991 | 0485       |             |                             |               | |
| 1992 | 0773       |             |                             |               | |
| 1993 | 0655       |             |                             |               | ab 1993 einschließlich der neuen Bundesländer                                                        |
| 1994 | 0775       |             |                             |               | |
| 1995 | 0680       |             |                             |               | |
| 1996 | 0509       |             |                             |               | |
| 1997 | 0602       |             |                             |               | |
| 1998 | 0477       |             |                             |               | |
| 1999 | 0597       |             |                             |               | |
| 2000 | 0429       | 31          | 81,59 %                     | 78,00 %       | [ 27 ]                                                                                               |
| 2001 | 0520       | 37          | 81,59 %                     | 78,00 %       | [ 28 ]                                                                                               |
| 2002 | 0598       | 30          | 67,39 %                     | 77,76 %       | [ 29 ]                                                                                               |
| 2003 | 0644       | 26          | 75,00 %                     | 78,16 %       | [ 30 ]                                                                                               |
| 2004 | 0470       | 26          | 72,34 %                     |               | [ 31 ]                                                                                               |
| 2005 | 0477       | 22          | 73,58 %                     |               | [ 32 ]                                                                                               |
| 2006 | 0606       | 28          | 77,56 %                     |               | [ 33 ]                                                                                               |
| 2007 | 0484       | 19          | 73,97 %                     | 72,67 %       | 2007–2020: DLRG-Website                                                                              |
| 2008 | 0475       | 14          | 73,68 %                     | 72,88 %       | |
| 2009 | 0474       | 16          | 73,63 %                     | 75,32 %       | |
| 2010 | 0438       | 32          | 70,32 %                     | 80,50 %       | |
| 2011 | 0410       | 16          | 73,66 %                     | 79,46 %       | |
| 2012 | 0383       | 29          | 74,67 %                     | 76,18 %       | |
| 2013 | 0446       | 26          | 76,68 %                     | 80,90 %       | |
| 2014 | 0392       | 34          | 73,21 %                     | 80,15 %       | |
| 2015 | 0488       | 14          | 79,30 %                     | 79,45 %       | |
| 2016 | 0537       | 26          | 75,61 %                     | 78,88 %       | |
| 2017 | 0404       | 28          | 75,99 %                     | 78,29 %       | |
| 2018 | 0504       | 25          | 81,75 %                     | 81,56 %       | |
| 2019 | 0417       | 23          | 86,81 %                     | 80,19 %       | |
| 2020 | 0378       | 21          | 88,62 %                     | 79,60 %       | |
| 2021 | 0299       | 26          | 85,00 %                     | 80,60 %       | Zahlen ohne Opfer der Hochwasser-Katastrophe in Rheinland-Pfalz und Nordrhein-Westfalen im Juli 2021 |

Deutschland gehört laut der Weltgesundheitsorganisation gemeinsam mit den Niederlanden und Großbritannien bezüglich Ertrinkungsgefahr zu den drei sichersten Ländern Europas. Seit etwa 2001 ist nicht mehr die Altersklasse der Vorschulkinder statistisch besonders gefährdet, sondern vor allem ältere Jahrgänge. Etwa die Hälfte aller deutschen „Badetoten“ ist über 50 Jahre alt, und in drei von vier Fällen sind sie männlich (Stand 2016). Insgesamt sind die Zahlen der Badetoten tendenziell rückläufig: In den vergangenen 20 Jahren bewegt sich die Zahl der deutschen Badetoten ungefähr zwischen 400 und 600 pro Jahr, Tendenz im Mittel sinkend. Ausreißer nach oben korrelieren stets mit Hitzesommern, wie etwa 2015, aber auch 2006 (606 Todesfälle) oder 2003 (644 Todesfälle). Bis in die Siebzigerjahre waren jährliche Opferzahlen von mehr als 1000 Menschen üblich, Anfang der 1950er Jahre ließen über 2000 Deutsche in Badegewässern ihr Leben, und 1926 waren es 3552, fast 10 pro Tag (vgl. auch Tabelle). Die ostdeutschen Bundesländer hatten nach der Wiedervereinigung zunächst doppelt so hohe Ertrinkungszahlen, bis zum Jahr 2000 gingen sie deutlich zurück.

### Schweiz
In der Schweiz ertranken 2017 insgesamt 34 Menschen.

## Foltermethoden
Das Waterboarding ist das simulierte Ertränken.

## Medizinische Mythen
Es existieren einige medizinische Mythen zum Thema Ertrinken, für die es keine wissenschaftlichen Belege gibt.

### Klassifizierung
Aus medizinischer Sicht wird die Attributierung eines Ertrinkungsfalls mit „beinahe“, „nass“, „trocken“, „sekundär“, „aktiv“ und „still“ nicht empfohlen. Sie kann verwirrend sein und die Behandlung erschweren. Solche Attributierungen entsprechen außerdem nicht der WHO-Definition von Ertrinken und wurden bei der Erarbeitung einer WHO-Definition explizit abgelehnt.

### Trockenes Ertrinken
Das sogenannte „trockene Ertrinken“ (englisch Dry Drowning) war nie ein medizinisch allgemein anerkannter Begriff. Es gibt mehrere Bedeutungen. „Trockenes Ertrinken“ wird unter anderem als Synonym für „Sekundäres Ertrinken“ verwendet. Es kann auch für das Fehlen von Wasser in der Lunge während einer Obduktion von Leichen stehen, die im Wasser gefunden wurden. Weiterhin wird ein Laryngospasmus als Erklärung für „trockenes Ertrinken“ vorgeschlagen. Ein Laryngospasmus könnte in weniger als 2 % der Ertrinkungsfällen eine Rolle spielen, in denen keine anderen Todesursachen festgestellt werden. In der Regel ist ein Laryngospasmus kurz und wird durch Atembewegungen, die das Entweichen der Luft in den Lungen und das Einatmen von Wasser ermöglichen, beendet. Ein Problem mit dem Begriff „Trockenes Ertrinken“ ist der Schaden durch falsche Diagnose von plötzlichen Todesfällen als Ertrinken, wenn andere Gründe für den Tod bestehen. Am wichtigsten ist jedoch, dass das medizinische Fallmanagement dasselbe ist, egal ob sich wenig oder gar kein Wasser in der Lunge befindet. Es gibt deshalb keine klinische Unterscheidung zwischen „trockenem“ und „nassem“ Ertrinken.

### Sekundäres Ertrinken
Für den medizinisch allgemein nicht anerkannten Begriff „Sekundäres Ertrinken“ gibt es mehrere Bedeutungen. Er wird gelegentlich synonym zu „Trockenem Ertrinken“ verwendet. Mit „Sekundärem Ertrinken“ kann auch eine physiologische Reaktion auf Fremdinhalt in der Lunge nach dem Untertauchen in Wasser in Form eines Lungenödems gemeint sein. Die Bezeichnung ist unpräzise und wissenschaftlich nicht anerkannt.

### Hypo- und Hypervolämie
Ertrinken in Salzwasser verursacht keinen Flüssigkeitsmangel (Hypovolämie). Ertrinken in Süßwasser verursacht keinen Flüssigkeitsüberschuss im Blutkreislauf (Hypervolämie), keine Hämolyse oder Hyperkaliämie.

## Ertrinken in der Literatur
Der Stoff findet seine literarische Verarbeitung etwa in Lafontaines Fabel Die ertrunkene Frau oder in Gogols Erzählung Mainacht oder Die Ertrunkene.